# Enneapogon purpurascens
Enneapogon purpurascens är en gräsart som först beskrevs av Robert Brown, och fick sitt nu gällande namn av Ambroise Marie François Joseph Palisot de Beauvois. Enneapogon purpurascens ingår i släktet Enneapogon och familjen gräs. Inga underarter finns listade i Catalogue of Life.